# Tadeusz Tomanowski
Tadeusz Tomanowski (ur. 1883 w Włodzimierzu Wołyńskim, zm. 11 lutego 1970 w Brzezinach Śląskich) – polski adwokat, inspektor Policji Państwowej, urzędnik, nauczyciel.

## Życiorys
W 1910 ukończył uniwersyteckie studia prawnicze w Warszawie. Został adwokatem. Podczas I wojny światowej wstąpił do Straży Obywatelskiej w Warszawie. Sprawował stanowisko sekretarza w Okręgu VII Wolskim przy ulicy Chłodnej 11 w Warszawie. Następnie wstąpił do Milicji Miejskiej w Warszawie. Pełnił funkcję komisarza IX komisariatu, po czym 1 czerwca 1918 został mianowany pełniącym obowiązki kierownika sekcji III Milicji Miejskiej.
Po odzyskaniu przez Polskę niepodległości wstąpił do Policji Państwowej i w 1919 został mianowany inspektorem. Od 2 sierpnia 1919 do 1 kwietnia 1922 sprawował stanowisko Komendanta Okręgu IV Lubelskiego PP dokonując jego organizacji, a od kwietnia 1922 do 8 października 1934 stanowisko Komendanta Okręgu I Warszawskiego PP. W połowie lat 30. pozostawał w stopniu inspektora. Z Policji Państwowej został zwolniony ze względu na przejście do pracy w Ministerstwie Komunikacji.
Po II wojnie światowej zamieszkał w Rybniku, gdzie w latach 1950–1965 został etatowym nauczycielem języka rosyjskiego w tamtejszej Szkole Przemysłowej, która następnie została przekształcona w Technikum Górnicze (obecnie Zespół Szkół Technicznych w Rybniku).
Zmarł w wieku 87 lat w Brzezinach Śląskich (dzielnica Piekar Śląskich).
Jego żoną była Maria, śpiewaczka estradowa i działaczka dobroczynna.

## Ordery i odznaczenia
- Krzyż Kawalerski Orderu Odrodzenia Polski (2 maja 1923)[11][12]
- Złoty Krzyż Zasługi (28 marca 1930)[13]

## Upamiętnienie
3 grudnia 2018 przed budynkiem Komendy Wojewódzkiej Policji w Lublinie odbyło się uroczyste odsłonięcie tablicy upamiętniającej postać Tadeusza Tomanowskiego - Patrona Lubelskiego Garnizonu Policji.